# Helmut Bruck
Helmut Bruck (16 de fevereiro de 1913 - 25 de agosto de 2001) foi um oficial alemão que serviu na Luftwaffe durante a Segunda Guerra Mundial. Foi condecorado com a Cruz de Cavaleiro da Cruz de Ferro.

## Carreira

### Patentes
Hauptmann

### Condecorações
| Cruz de Ferro 2ª Classe                           |
| Cruz de Ferro 1ª Classe                           |
| Folhas de Carvalho nº 193 19 de fevereiro de 1943 |